# Ford small block
Ford small block (он же Windsor V8) — серия автомобильных двигателей внутреннего сгорания с верхними клапанами с малым блоком цилиндров, выпускавшихся компанией Ford Motor Company с июля 1961 по декабрь 2000 года в США, затем до августа 2002 года двигатели делали в Австралии.

## Описание
Первый двигатель семейства Small Block начал устанавливаться на автомобили в 1962 году. Изначально объём двигателя составлял 3,6 л, а позже был увеличен до 4,3, 4,7 и 4,9 л. С 1969 по 1996 год в серию входил двигатель объёмом 5,8 л. С 1991 года на Lincoln Town Car устанавливался 4,6-литровый двигатель Modular, который с 1996 года начал устанавливаться на Ford Mustang, а с 1997 года — на Ford Explorer, продававшемся в США до 2001 года.

## 221
Первый двигатель семейства Small Block, получивший название Fairlane V8, был представлен в 1962 году. Его объём составляет 3,6 л, диаметр цилиндра — 89 мм, а ход поршня — 72,9 мм. Длина составляет 2900 мм, ширина — 2400 мм, а высота — 2750 мм. Сухая масса двигателя 210 кг.
Двигатель имеет двухкамерный карбюратор и степень сжатия 8,7:1. Диаметр цилиндра составляет 40,4 мм, а ход поршня — 35,3 мм. Номинальная мощность двигателя 108 кВт (145 л. с.) при 4400 об/мин, а крутящий момент 293 Н⋅м при 2200 об/мин.
В конце мая 1963 года 221 был снят с производства из-за низкого спроса. Всего было выпущено около 371000 экземпляров.

## 260
Второй двигатель семейства Small Block, получивший название Challenger, был представлен в марте 1962 года. Диаметр цилиндра увеличен до 96,5 мм, что увеличивало рабочий объём до 4,3 л. Степень сжатия двигателя увеличилась до 8,8:1, а сухая масса — до 219 кг. Двигатель развивает номинальную мощность 122—194 кВт (164—260 л. с.) при 4400—5800 об/мин и пиковый крутящий момент 350—365 Н⋅м при 2200—4800 об/мин. К концу 1964 года было выпущено около 604000 единиц.

## 289
4,7-литровый двигатель был представлен в апреле 1963 года под названием Challenger V8. Диаметр цилиндра был увеличен до 101,6 мм. Базовая версия оснащалась двухкамерным карбюратором, а степень сжатия составляла 8,7:1. Двигатель развивает мощность 145 кВт (195 л. с.) при 4400 об/мин и крутящий момент 386 Н⋅м при 2200 об/мин.

### D-code
D-code впервые был представлен в 1964 году с четырёхкамерным карбюратором и степенью сжатия 9,0:1. Двигатель развивает мощность 157 кВт (210 л. с.) при 4400 об/мин и крутящий момент 407 Н⋅м при 2800 об/мин. С 1965 года двигатель устанавливался на Ford Mustang.

### Cyclone
Cyclone впервые был представлен в 1964 году на Mercury Comet.

### C-code
В 1965 году степень сжатия 289 была увеличена до 9,3:1, мощность — до 149 кВт (200 л. с.) при 4800 об/мин, а крутящий момент — до 382 Н⋅м при 2400 об/мин. В 1968 году мощность двухкамерного двигателя была снижена до 145 кВт (195 л. с.).

### A-code
В 1965 году степень сжатия четырёхкамерного двигателя была увеличена до 10,0:1, мощность — до 168 кВт (225 л. с.) при 4800 об/мин, а крутящий момент — до 414 Н⋅м при 3200 об/мин.

## 289 HiPo (K-code)
Версия двигателя Challenger 289 была представлена в 1963 году на Ford Fairlane. Внутренние обозначения двигателя — HiPo или K-code. С июня 1964 года двигатель устанавливался на Ford Mustang. Мощность 202—228 кВт (271—306 л. с.) при 6000 об/мин, а крутящий момент — 423—446 Н⋅м при 3400—4200 об/мин. В июне 1967 года двигатель был снят с производства.

## 302 4-Bolt Main bearing caps

### Модификации
- GT-40[6]
- Trans-Am 302
- Boss 302

### Технические характеристики
- Мощность: 372 л. с. при 6800 об/мин

## 302
Впервые двигатель 302 был представлен в 1967 году на Ford GT40 MK II и MK IV на 24 часах Ле-Мана. В 1968 году диаметр цилиндра был увеличен до 76,2 мм, а объём — до 4,9 л. До 1978 года двигатель выпускался в Канаде (до 1970 года в Уинсоре, а с 1970 года в Кливленде), в результате чего имел названия Ford Windsor V8 и Ford Cleveland V8. Степень сжатия составляет 9,5:1 (с 1972 года 9,0:1), мощность — 164 кВт (220 л. с.) (с 1972 года 157 кВт (210 л. с.)) при 4600 об/мин, а крутящий момент — 407 Н⋅м при 2600 об/мин. Версия GT-350 выпускалась в Мексике.

## 255

### Технические характеристики
- Объём: 4,2 л
- Диаметр цилиндра: 93,5 мм
- Мощность: 86—91 кВт (115—122 л. с.)
- Годы производства: 1980—1982

## 5.0 H.O.
5.0 H.O. выпускался с 1982 по август 2002 года. Изначально двигатель оснащался двухкамерным карбюратором, а с 1983 по 1985 год — четырёхкамерным Holley. С 1986 года двигатель устанавливался на Ford Mustang, с 1991 года — на Lincoln Town Car, а с 1992 года — на Ford Crown Victoria и Mercury Grand Marquis. В 2001 году в Австралии начали выпускать двигатель объёмом 5,6 л, мощностью 250 кВт (335 л. с.) при 5250 об/мин и крутящим моментом 500 Н⋅м при 4250 об/мин. Диаметр цилиндра 76,2 мм, а ход поршня — 86,4 мм.

## 351W

### Технические характеристики
- Объём: 5,8 л[10][11]
- Диаметр цилиндра: 88,9 мм[12][13]
- Ход поршня: 32,5 мм
- Годы производства: 1969—1995